# أنطاكية بيسيديا
أنطاكية بيسيديا (بالتركية: Antiokheia) منطقة تقع إدارياً ضمن إسبرطة في تركيا.

## أعلام
- كيخسرو الأول
- القديسة مارينا